# Basil Dickinson
John Basil Charles Dickinson (ur. 25 kwietnia 1915 w Queanbeyan, zm. 7 października 2013 tamże) – australijski lekkoatleta specjalizujący się w skoku w dal i trójskoku.
Podczas igrzysk olimpijskich w Berlinie (1936) zajął 16. miejsce w rywalizacji trójskoczków z wynikiem 14,48.
Podczas igrzysk Imperium Brytyjskiego (1938) zdobył brązowe medale w skoku w dal oraz trójskoku.
Sześciokrotny medalista mistrzostw Australii:
- 1932 – brąz w trójskoku
- 1934 – złoto w trójskoku
- 1936 – złoto w trójskoku i srebro w skoku w dal
- 1937 – złoto w skoku w dal i srebro w trójskoku

## Rekordy życiowe
- Trójskok – 15,64 (1935)